# Turzyczka
Turzyczka – część  Wodzisławia Śląskiego w dzielnicy Jedłownik-Turzyczka-Karkoszka. Jest częścią miasta o charakterze podmiejskim, z zabudową jednorodzinną, znajduje się w południowej części Wodzisławia Śląskiego, w rejonie ulic Starowiejskiej i Poprzecznej.
1 stycznia 1973 włączona do Wodzisławia.

## Historia Turzyczki

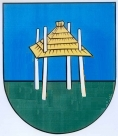
Takiego herbu używała wieś Turzyczka obecna dzielnica Wodzisławia Śl

Dawna nazwa Turzyczki to Mała Turza. Można przypuszczać, iż nazwa ta pochodzi od zwierza Tur występującego w tutejszych latach jeszcze w połowie XV w. Turza Mała była starszą wsią niż Turza Wielka i lokowana była na prawie polskim jeszcze przed XII w. W 1555 r. właściciel ówczesnego państwa wodzisławskiego przekazał zapisem fundacyjnym czynsz młyna ulokowanego w Turzy Małej, który składał się z 12 korców starej miary wodzisławskiej mąki żytniej i utoczonej świni na utrzymanie " ubogich ludzi w szpitalu w Wodzisławiu ". w 1650 roku odnotowano wzmiankę o zezwoleniu dla mieszkańców Wodzisławia na sprzedaż piwa do Turzy Małej. W latach 1652 oraz 1679 zanotowano wizytacje biskupie w parafii Jedłownik, do której należała Turza Mała. Według wyników pierwszego spisu mieszkańców z 1680 roku Turzę Małą zamieszkiwali: Rek, Bugla, Theda,Syska, Philipp, Jan Karczmarz, Grzegorz Wieczorek, Jan Kisiel, Kaspar Kozieł, Maciej Michalec, Sebastian Sobek, Gallus Moroń, Bartłomiej Zientek, Jan Ledwoń, Urban Tychon, Paweł Oślizło, Maciej Szkatuła, Jakub Kwiatoń, Młynarz Leśny, Jurczyk, Warło, Warlik, Szyndzielarz, Kzrczek, Kubala, Bomba, Chromy, Sabaka, Boleściwy, Konopka, Pawełko, Wyjadacz, Gancol. Natomiast w Turzy Małej zamieszkiwali: Adam Ordos, Michał Połednik, Guzik, Jerzy Gajda, Mikołaj Świerk, Jan Oślizło, Andrzej Prudel, Gallus Czapla, Jerzy Bura i młynarz Gliniany.
W 1696 roku Turza Mała, wraz z państwem Wodzisław, zostały sprzedane księciu Dietrichsteinowi przez cesarskich komisarzy wyższego urzędu. W latach 1697– 1702 istniała karczma w Małej Turzy, gdzie karczmarzem był niejaki Jan Mitko. W 1721 roku po raz pierwszy Mała Turza zapisana jest jako Turzyczka. W 1790 roku  były dwie kaplice w Turzyczce, przypuszczalnie drewniane. Do dziś istnieje jeszcze murowana kaplica św. Jana Nepomucena. W 1780 r. Turzyczkę zamieszkiwało 4 zagrodników i chałupników, co dawało 17 samodzielnych domostw z ludnością w liczbie 82 osób. W 1840 r. w Turzyczce istniało 20 domostw i 179 mieszkańców oraz czynny był młyn wodny. W roku 1835 zanotowano pierwszą wzmiankę o pieczęci Małej Turzy. Na pieczęci widać herb wsi, który przedstawia stóg pusty na czterech słupach stojący. Pieczęć ma napis G. Klein Shurzy /Rybnikier/ Kreis i jest wyciśnięta na dokumencie w Archiwum Starostwa Rybnickiego.
W roku 1858 w Małej Turzy zanotowano 193 osoby, w 36 rodzinach i 26 domach mieszkalnych. Stan bydła wynosił 21 koni, 29 sztuk bydła rogatego, 15 sztuk nierogatego. Topograficzny opis Górnego Śląska z 1865 roku notuje stosunki ludnościowe na terenie wsi - "Es sind 36 Haushaltungen mit 193 nur polnisch sprechenden Menschen (...)." czyli w tłumaczeniu na język polski "Znajduje się 36 gospodarstw domowych z 193 osobami mówiącymi tylko po polsku (...)". W 1871 r. źródła notują, że we wsi piśmiennych było 98 osób, a analfabetów - 47 osób. W latach 1884–1886 wybudowano linię kolejową z Wodzisławia do Chałupek. W 1885 w  Turzyczce naliczono 225 katolików oraz 5 Żydów.Od 1 stycznia 1946 roku włączona zostaje do gminy wiejskiej Wodzisław Śląski do kiedy gmina została zniesiona 29 września 1954 roku. W 1973 roku Turzyczka zostaje włączona do Wodzisławia Śląskiego.
W 1895 r. w miejscowości urodził się Maksymilian Iksal, inicjator wybuchu I powstania śląskiego.